# Deja Foxx
Deja Foxx (c. 2000) es una activista por los derechos reproductivos, estratega política y bloguera conocida por ser la miembro más joven del personal y la primera influencer y estratega sustituta en la campaña presidencial de la vicepresidenta estadounidense Kamala Harris, y por su trabajo con Planned Parenthood .

## Biografía
Foxx tiene orígenes filipino-estadounidense. Creció en Tucson, Arizona, donde asistió a una escuela especializada. Mientras estaba en la escuela, Foxx trabajó en una gasolinera para ayudar a mantener a su madre. Se quedó sin hogar después de que su madre ya no pudiera cuidarla  y tuvo que quedarse en las casas de varios amigos.
Posteriormente ingresó en la Universidad de Columbia con una beca completa.  En Columbia, Foxx hizo la Lista del Decano.

## Carrera y activismo
Foxx se involucró con Planned Parenthood después de usar sus servicios a los 15 años de edad. Cuando tenía 16 años, obtuvo una gran atención después de asistir a un ayuntamiento y confrontar al exsenador Jeff Flake con respecto a sus puntos de vista sobre la financiación del programa Title X de Planned Parenthood.
Foxx fundó varias organizaciones y plataformas sobre los temas del feminismo y los derechos reproductivos. Mientras estaba en la escuela, también dirigió una campaña por una mejor educación reproductiva y sexual en su distrito escolar. En 2017, Foxx fundó una organización sin fines de lucro que brinda capacitación y financiación para que las personas administren clínicas de sexo seguro llamada El Proyecto de Acceso a la Salud Reproductiva de El Río. El proyecto se dirige a "líderes no tradicionales como adolescentes sin hogar, POC y madres adolescentes". Mientras estaba en la universidad, Foxx fundó GenZ Girl Gang, una red de apoyo en línea para mujeres jóvenes.
A la edad de 19 años, Foxx se tomó un año sabático de la universidad y trabajó para la vicepresidenta de Estados Unidos Kamala Harris, como el miembro más joven del personal, como la primera influencer y estratega sustituto en la campaña presidencial de 2020. Cuando Harris obtuvo su cargo, Foxx comenzó a trabajar en Ignite the Vote, una campaña que alientó a los jóvenes a votar en las elecciones presidenciales de 2020.
En 2019, Fox se desempeñó como socio senior en la firma de marketing Gen Z, JUV Consulting.

## Premios
En 2018, Foxx fue incluida entre los 21 menores de 21 años de Teen Vogue y en Dazed 100 en 2019.
Por su activismo por los derechos reproductivos, Foxx recibió el premio Catalyst for Change de Planned Parenthood.